# Pusey (Oxfordshire)
Pour les articles homonymes, voir Pusey.
Pusey est une paroisse civile et un village de l'Oxfordshire, en Angleterre.